# 16″/50 Mark 7
16"/50 Mark 7 e корабно оръдие с калибър 406 mm разработено и произвеждано в САЩ. Прието на въоръжение във ВМС на САЩ през 1943 г. С артилерийски установки с тези оръдия са въоръжени линкорите от типа „Айова“. Планирани са за поставяне и на линкорите от типа „Монтана“, но те не са построени.
Това оръдие се явява последващо развитие на 406-мм оръдия Mark 6, намиращи се на въоръжение при линкорите от типовете „Норт Керолайн“ и „Саут Дакота“. Оръдието Mark 7 се явява едно от най-добрите в света артилерийски оръдия за линкори. С бронебоен снаряд с тегло 1225 кг бронепробиваемостта на оръдията практически се равнява с тази на японските 460-мм оръдия, поставени на линкорите от типа „Ямато“. За да се съхрани преимуществото на навесната траектория на оръдията Mark 6 е разработен специален олекотен заряд барут, при използването на който балистиката на новото 50-калибрено оръдия става подобна на балистиката на оръдието Mark 6.
Четирите линкора от типа „Айова“, въоръжени с тези оръдия, влизат в строй вече към края на Втората световна война, и не им се удава да се срещнат в бой с линкорите на противника. Основната област за използване на оръдията Mark 7 става стрелбата по наземни цели: 406-мм оръдия обладават висока разрушителна сила и за това се използват за обстрел на бреговите укрепления на противника. „Айовите“ остават на служба над 50 години, вземайки участие във всияки големи въоръжени конфликти с участието на флота на САЩ. Оръдията на линкорите се използват във войните в Корея и Виетнам. След модернизацията на линкорите, през 1980-те години, те вземат участие в локални конфликти – в гражданската войне в Ливан и войната в Персийския залив.

## История на проекта
През 1930-те години основополагащият план за действие на американския флот против японския е т. нар. „Оранжев план“. Съгласно него американският линеен флот трябва да неутрализира японския. Американските теоретици считат, че в типичните за южната част на Тихия океан условия на добра видимост боят ще бъде на далечни дистанции. В тези условия снарядите ще поразяват палубите, а не вертикална броня. За това са най-подходящи тежките и сравнително бавни снаряди. Стандартният 406-мм бронебоен снаряд Mk.5 тежи 1016 кг. Американците провеждат изпитания с утежнени с 20 и 40% снаряди – с маса съответно 1225 и 1430 кг. Снарядът с маса 1430 кг се оказва склонен към разрушение при кос удар в бронята, и работите над него са прекратени. Работите над 1225-килограмовия снаряд водят до приемане на въоръжение през 1939 г. на снаряда Mk.8. Новият снаряд е по-дълъг от 406-мм снаряд Mk.5 и не може да бъде използван от оръдията Mk.1 и системите за подаване на 406-мм установки за оръдията на линкорите от типа „Колорадо“. За това за въоръжение на двата нови линкора от типа „Норт Керолайн“ е разработено новото 45-калибрено 406-мм оръдие Mk.6. След това то е използвано за въоръжение на четирите линкора от типа „Саут Дакота“.
На етапа на предварителното проектиране на новите линкори от 1939 г. (бъдещия тип „Айова“) е прието решението те да се разработват като „бързоходен“ 33-възлов вариант на „Саут Дакота“, но със същите въоръжение и защита. Според предварителните изчисления излиза, че ръстът на стандартната водоизместимост ще бъде не по-малко от 8000 т. В процеса се намесва Генералния съвет на флота (на английски: General Board of the United States Navy), който решава, че за 6-е допълнителни възела скорост това е прекомерна цена. Прието е решение да се въоръжи новия линкор с по-мощни 50-калибрени оръдия. Първоначално се предполага използването на наличните в складовете 406-мм 50-калибрени оръдия Mark 2, които са произведени за отменените дредноути от 1922 година. Решението за поставянето на тези оръдия е прието на 14 април 1938 г. Впоследствие, обаче, проектантите се сблъскват с проблема за теглото и ограниченията по диаметър на барбета на установките на главния калибър: нужно е да се вместят в 45 000 т водоизместимост и в ограничението за ширината на кораба, предизвикано от изискванията за преминаване на Панамския канал.
Само самите 50-калибрени оръдия дават допълнително 400 т водоизместимост. При това те също изискват увеличаване на диаметъра на барбета от 11,35 м до 11,99 м, което дава сумарно допълнително 1600 т за установките и бронята на барбетите, плюс още 400 т необходими за подсилването на корпуса, поради по-големия размер на „изрезите“ в палубата. Проектната водоизместимост значително надхвърля 45 000 т, и от Бюрото по въоръженията искат да се намали диаметъра на барбета и теглото на установките. Бюрото по въоръженията обещава да създаде нови олекотени установки и техните барбети да се впишат в диаметъра 11,35 м. Според разчетите това дава сумарна икономия от 785 т. Предварителният проект за новия линкор и установките за него е одобрен на 2 юни от Генералния съвет и в такъв вид продължава работата по него.
Обаче през ноември 1938 г., когато работата над чертежите вече приближава към своя край, едва не се разразява скандал. Оказва се, че Бюрото по въоръжения няма да може да изпълни своите обещания. Барбетът на разработените от тях нови установки има диаметър 11,89 м, а икономията по тегло може да бъде постигната само за сметка на отказ от редица от нововъведенията, използвани при 45-калибрените кули. Разработчиците на отдела конструиране заявяват, че няма да могат да впишат тези установки в своя проект и че е необходима неговото значително преработване. В този случай, съгласно предварителните разчети, водоизместимостта би надхвърлила 45 155 т, което Генералния съвет счита за недопустимо. Разгледан е даже вариант за връщане към 45-калибрените оръдия. За щастие, Бюрото по въоръжения си „спомня“ за провежданата по тяхна инициатива разработка на новото 50-калибрено оръдие, бъдещото Mk.7. Това оръдие е по-леко и по-малко от оръдията Mk.2, и то може да се впише в необходимите габарити. Този вариант за въоръжение и получава последващо разработване. Детайлните чертежи на линкора и оръдията с кулите са завършени към края на 1938 г.
На 17 май 1939 г. Конгресът на САЩ одобрява строителството на първите два линкора от новия тип (ВВ-61 „Айова“ и ВВ-62 „Ню Джърси“). На 1 юли са сключени договорите с корабостроителниците на ВМФ в Ню Йорк и Филаделфия. На 6 юли 1940 г. Конгресът утвърждава строителството на втората двойка линкори – ВВ-63 „Мисури“ и ВВ-64 „Уисконсин“. Поръчките им са издадени на 12 юни 1940 г. на същите строители. Веднага след капитулацията на Франция Конгресът утвърждава новата корабостроителна програма за създаването на „флота на два океана“ („Two Ocean Navy Act“). В рамките на тази програма, на 9 септември 1940 г., са издадени поръчките за още два линкора от типа „Айова“ – ВВ-65 „Илинойс“ (на английски: USS Illinois (BB-65)) и ВВ-66 „Кентъки“ (на английски: USS Kentucky (BB-66)), които, обаче, не са достроени.

## Конструкция

### Оръдие Mark 7
Дължината на ствола на оръдието Mark 7 е 50 калибра (20,32 м). Стволът се състои от лейнер, вътрешна тръба, фиксиращ пръстен, три закрепващи пръстена, два застопоряващи пръстена, казенник и хамут в казенната част. При сглобяването скрепяващите пръстени се нагряват и за сметка на топлинното разширение се увеличава техният диаметър. Нагретите пръстени се надяват върху вътрешната тръба на ствола. След изстиването им пръстените обхващат вътрешната тръба, образувайки здрава „скрепена“ конструкция. Лейнерът се поставя откъм казенната част и се застопорява със специален пръстен. Хамутът се съединява с противооткатните устройства. За предотвратяване на омедняването (за да се увеличи живучестта на ствола) каналът се хромира на дълбочина 0,0127 мм на дължина от 17 526 мм от дулния срез. Съществува само една модификация на оръдието – Mk.7 mod 0. Нарезката е направена с постоянна стъпка от 25 калибра на оборот. Всичко има 96 нареза.
Зареждането на оръдието е картузно. Всяко оръдие е поставено в индивидуална люлка. Оръдията имат ъгли на вертикално насочване от −5° до +45°. Зареждането им се осъществява при фиксиран ъгъл на възвишение от +5°. Всички механизми са електрохидравлични. За вертикалното насочване всеки ствол има трансмисия от собствен електродвигател мощност 60 к.с. В състава на оръдейния комплект влизат затвор, запален механизъм, ежектор и хамут. Буталният затвор е система „Уелин“, люлеещ се, с отваряне надолу. Затворът има пневматично задвижване, лагерно окачване и обтуратор система „Банж“. В него също влиза стрелящият механизъм, в който се поставя запалът в медна гилза. Запалът представлява дълга тръбка с димен барут, която се поставя в затвора, в съответстващо гнездо, преди изстрела. Щатно стрелящият механизъм сработва дистанционно от електрическата система на спусъка, но има също и резервен ръчен ударен механизъм. Затворът е снабден с инерционни предохранители срещу двойно зареждане, блокиращи отварянето при наличие на снаряд и заряди в камерата. Буталото съдържа 15 сектора – три гладки и 12 нарезни, с четири диаметъра. Секторите са разположени на три групи, всяка от които обхваща трета от окръжността. Отначале е гладък сектор с минимален диаметър, след това са нарезните с нарастване на диаметъра от първия към третия. За отварянето на затвора е достатъчно да се завърти буталото на 24°. След изстрел стволът се продухва с въздух под налягане 175 psi, постъпващ от ежекторната система.
Хамутът представлява сглобка във формата на паралелепипед в казенната част на оръдието, допълнително играеща и ролята на противотежест. Към него се крепят противооткатните устройства, в състава на които влизат два хидропневматични накатника и един хидравличен спирач на отката. Накатниците са разположени над оръдието, закрепени с щокове за люлката на цапфите. Спирачът е закрепен за долната повърхност на цилиндричната люлка. Между накатниците е разположен специален диференциален цилиндър, осигуряващ херметичността и надеждната работа на хидропневматичната система за накат.
| Характеристики на 406-мм оръдия Mark 7  | Характеристики на 406-мм оръдия Mark 7 |
| --------------------------------------- | -------------------------------------- |
| Обозначение                             | 16"/50 Mark 7                          |
| Дата на разработване                    | 1939 г.                                |
| Дата на начало на експлоатацията        | 1943 г.                                |
| Калибър, мм                             | 406,4                                  |
| Дължина на ствола, калибри              | 50                                     |
| Маса на оръдието без затвора, кг        | 108 479                                |
| Маса на оръдието със затвора, кг        | 121 519                                |
| Дължина на ствола, мм                   | 20 320                                 |
| Дължина на оръдието, мм                 | 20 726                                 |
| Дължина на нарезната част, мм           | 17 344                                 |
| Дължина на камерата, мм                 | 2710                                   |
| Обем на камерата, дм³                   | 442,5                                  |
| Брой нарези                             | 96                                     |
| Дълбочина на нарезите                   | 3,81                                   |
| Извивка на нарезите                     | Постоянна, 1 оборот на 25 калибра      |
| Маса на бронебойния снаряд, кг          | 1225                                   |
| Пълен заряд барут                       | 299,4 кг SPD                           |
| Начална скорост (ново оръдие), м/с      | 762                                    |
| Начална скорост (средно износване), м/с | 739                                    |
| Работно налягане в ствола, кг/см²       | 2910                                   |
| Живучест на ствола, ЕПЗ                 | 290 – 350                              |

### Куполни установки
|  | 1 – Бронирано бойно отделение (кула); 2 – Ложи за закрепване на оръдията; 3 – Под на бойното отделение; 4 – Укрепващи прегради; 5 – Снаряден елеватор; 6 – Под на подкуполното отделение; 7 – Ролков погон; 8 – Барбет; 9 – Фундамент на кулата (стационарен); 10 – Машинна палуба; 11 – Зарядни погреби; 12 – Под на снарядното претоваръчно отделение; 13 – Зарядно претоваръчно отделение; 14 – Заряден елеватор; 15 – Прибойник; 16 – Въртяща се структура на кулата; 17 – Въртяща се снарядна платформа; 18 – Стационарна снарядна платформа. |

Всичките три куполни установки са практически идентични по конструкция. Основната разлика между тях е във височината на подаващата тръба, тъй като е различно разстоянието от пода на бойното отделение до долния край на въртящата се част, намираща се на нивото на трюма. В състава на всяка триоръдейна установка влизат: бойно отделение с въртяща се подкуполна част (подаваща тръба), неподвижна конструкция, барбет, барутни (зарядни) погреби и съпътстващо оборудване.
Бойното отделение, или просто „кулата“, представлява бронирана конструкция, въртяща се над барбета. В бойното отделение се намират трите отделения за оръдията в индивидуални люлки, два наблюдателни и един далекомерен поста. Всички тези отсеци са отделени един от друг с пламенепроницаеми прегради. Оръдейните отделения продължават надолу (при подем на ствола казенната част на оръдието със спуска под нивото на пода на бойното отделение) към следващото ниво, което се нарича „машинна“ палуба (на английски: machinery flat). Тук се намират механизмите за хоризонтално насочване. Електрохидравличното задвижване с мощност 300 к.с. осигурява скорост на въртене на кулата от 4° в секунда. Подкуполното отделение лежи на роликв погон и към него се крепи централната колона на подаващата тръба. Роликвия погон представлява своего рода гигантски лагер със 72 конични ролки.
Към подаващата тръба са закрепени снарядните и зарядните подемници и въртящата се част от двуетажното снарядно претоваръчно отделение. Подът на всяко ниво от снарядно претоваръчно отделение се състои от три пръстена. Вътрешния, най-близко до подаващата тръба, е въртящ се снаряден пръстен – конструкция с опора върху подаващата тръба. Този пръстен може свободно да се върти около подаващата тръба с помощта на собствено задвижване. На него има и механизми за преместване на снарядите – шпил със силов механизъм. Между вътрешната стена на барбета и въртящия се снаряден пръстен се намира третия – неподвижен – снаряден пръстен. Централният пръстен е твърдо фиксиран към подаващата тръба и се върти заедно с нея. Именно към него са закрепени снарядните подемници. Снарядите отначало с помощта на шпила се преместват на въртящата се платформа, а след това със завъртане на платформата се подават към подаващите тръби. Подемниците са три, с индивидуално подаване на снарядите към всяко оръдие. Централният подемник е прав, а страничните имат извита форма. Механизма на всеки от подемниците има мощност 75 к.с. По подемника снарядът се подава вертикално към оръдието, а след това с помощта на хидроцилиндър се поставя върху ложето. Досилателят верижен тип има задвижване с мощност 60 к.с.
Болшинството снаряди се съхраняват на тези подвижни и неподвижни пръстени. Възвишената кула № II е по-високо с една палуба, отколкото останалите, и в нея има трето долно неподвижно ниво, на което също се съхраняват снаряди. Всички снаряди са разположени във вертикално положение, стоящи на дъното си, всеки отделно е закрепен на снарядния пръстен. Преместването на снарядите между пръстените се осъществява с помощта на въжета с тяга от шпила със силов механизъм. При такава схема подаването на снарядите може да се осъществява както индивидуално към всяко оръдие, така и едновременно. Всичко кула № I е разчетена да съхранява 390, кула № II – 460 и кула № III – 370 снаряда. В техния брой влизат и по 9 пристрелващи снаряда на кула. На нивото на третата палуба има непрекъснат коридор с монорелса, който екипажите наричат „Бродуей“. Коридорът съединява погребите на всички три кули и с негова помощ боезапасът може да се премества от една кула към друга. В района на напречните прегради той е преграждан от демонтируеми водонепроницаеми капаци.
На долното ниво се намират зарядните претоваръчни отделения и погребите за съхранение на барутните заряди. Всичко има 20 барутни погреба – по шест за кулите № I и III и осем за кула № II. Барутните погреби са на две нива – първа и втора платформа. Във всяка кула се намират три елеватора за преместването на барутните заряди между двете нива. При преместването на зарядите се използват много ръчни операции, за това, за удобство, барутния заряд е разбит на шест части. Всяка част се намира в копринен картуз и по формата си представлява „бъчвичка“. От единия си край има възглавнички с възпламенител – димен барут. При поставянето им в оръдейната камера картузите трябва да се подреждат по определен начин – с възпламенителя към затвора. За удобство в осигуряването на тази подредба края с възглавничките черен барут е оцветен в червен цвят. В преградите между погребите и претоваръчното отделение се намират люкове-шлюзове с капаци тип кофа. В кула № I такива люкове има четири, а в кулите № II и III – по шест. Зарядите през кофите се предават от погреба към претоваръчното отделение. Там полузарядите се товарят в един от трите зарядника-беседки на две нива, по шест полузаряда във всеки. Зарядите също се подават направо към оръдията с помощта на три верижни подемника, работещи вътре в затворена от всички страни шахта.
| Характеристики на куполните установки за оръдията Mark 7 | Характеристики на куполните установки за оръдията Mark 7 | Характеристики на куполните установки за оръдията Mark 7 |
| Носител                                                  | „Айова“                                                  | „Монтана“                                                |
| -------------------------------------------------------- | -------------------------------------------------------- | -------------------------------------------------------- |
| Брой оръдия в кулата                                     | 3                                                        | 3                                                        |
| Брой кули                                                | 3                                                        | 4                                                        |
| Маса на въртящата се част, т                             | 1728,4 – 1735,4                                          | ?                                                        |
| Диаметър на погона, м                                    | 10,49                                                    | 10,49                                                    |
| Вътрешен диаметър на барбета, м                          | 11,35                                                    | 11,35                                                    |
| Разстояние между осите на оръдията, м                    | 3,1                                                      | 3,1                                                      |
| Дължина на отката, м                                     | 1,19                                                     | 1,19                                                     |
| Максимална скорост на подем на стволовете, °/сек         | 12                                                       | 12                                                       |
| Максимална скорост на въртене, °/сек                     | 4                                                        | 4                                                        |
| Цикъл на стрелба, сек                                    | 30                                                       | 30                                                       |
| Практическа скорострелност, изстрела/минута              | 2                                                        | 2                                                        |
| Брониране, мм                                            |                                                          |                                                          |
| чело                                                     | 432 CLASS B+64 STS                                       | 457 CLASS B+114 STS                                      |
| страници                                                 | 241 CLASS A+19 STS                                       | 254 CLASS A+19 STS                                       |
| задна стена                                              | 305 CLASS A+19 STS                                       | 305 CLASS A+19 STS                                       |
| покрив                                                   | 184 CLASS A+19 STS                                       | 232 CLASS A+19 STS                                       |

### Описание на цикъла на стрелбата
Подаване на снаряда
Оръдието преди зареждане се поставя в ъгъл на наклон, равен на +5°, затворът се отваря надолу. Командирът на разчета дава команда за зареждане на оръдието. Снарядът се качва в елеватора на ниво оста на оръдието. При това той влиза във въртящото се снарядно ложе. Лежето, заедно със снаряда, се завърта от вертикално в хоризонтално положение. Снарядното ложе се съединява със зарядното ложе в горните им краища, така че погледнати отстрани те образуват подобие на буквата Λ. При „завъртането“ двете ложета се обръщат в хоризонтално положение, а зарядния влиза вътре в казенника, предпазвайки от повреждане резбата на буталния пръстен.
В бойното отделение има верижен прибойник – избутвач във формата на многозвенна верига с дължина 7,55 м. Прибойникът набутва снаряда в камерата, при това ложето му служи като направляваща. Водещият пояс на снаряда трябва да се вреже в началото на нарезите, за това досилката на снаряда в камерата е съпроводена с характерно дрънчене. Прибойника се управлява от отделен оператор, който се занимава също така и с отварянето и затварянето на люковете на зарядния елеватор.
Поставяне на зарядите
Отстрани на оръдието се намира шахтата на зарядния елеватор. За дясното оръдие в кулата той се намира вдясно от оръдието, за останалите – отляво. Вътре в елеватора вече се намира барутния двуетажен зарядник с три картуза на всяко ниво. Срещу люка на зарядния елеватор се намира долното ниво на зарядника. Люкът на зарядния елеватор се отваря и със своя горен край ляга върху зарядното ложе. Образува се лавица, по която от барутния зарядник върху зареждащото ложе се премятат картузите. При това два от тях се преместват напред, а един – назад, за да се освободи място за следващата партия. Зарядникът се спуска и следващата тройка картузи се прехвърля върху ложето. След това всичките шест картуза с едно движение на прибойника се набутват в камерата. Преместването на зарядите трябва да бъде на по-късо разстояние, за това ходът на зарядника е автоматично ограничен.
- Разтоварване от шахтата на първите три картуза и поставянето им на ложето
- Първите три заряда за положени върху зарядното ложе
- Разположението на снаряда и картузите след натикването им в камерата

Поставяне на запалната тръбичка
След отварянето на затвора използваната запална тръбичка се извлича автоматично. Оръдейният номер (на английски: Primerman) се намира на платформата, разположена под нивото на бойното отделение. Той инспектира състоянието на обтуратора и поставя нова запална тръбичка. Специални предпазители правят невъзможно сработването на запалния механизъм, докато не е закрит затворът. При това, в случай на засечка, запалната тръбичка може да се замени без да се отваря затвора.
Закритие на затвора
Зарядното и снарядното ложета се вдигат във вертикално положение. С крачен педал се включва подемника на буталния затвор от долно в горно положение. Командирът на оръдейния разчет прави стъпка напред и ръчно, завъртайки ръчката на затвора на 24°, заключва затвора. Дръпвайки се назад, той премества ръчката за готовност на оръдието в положение „готов за стрелба“. Затваря се веригата за стрелба, и оръдието вече е готово за изстрел. При това превключването на ръчката е възможно да се направи само при закрит затвор. Управлението преминава към наводчиците, които насочват оръдието, и при артилерийския офицер започва да свети сигнал за готовност на оръдието за стрелба.
Продължителност на цикъла на стрелба
За да се намали разсейването при пълни залпове оръдията стрелят поред, с интервал от 60 мс. Поредността на стрелбата е: ляво, дясно и накрая централното оръдие. След изстрела командирът на разчета премества ръчката за готовност в обратно положение, след което оръдието отново се спуска в ъгъла от 5° за зареждане. Може да бъде започнат следващия цикъл на зареждане на оръдието. Трениран разчет провежда описания цикъл за 30 секунди, което осигурява скорострелност от 2 изстрела в минута.

## Снаряди
| Характеристики на американските 406-мм снаряди | Характеристики на американските 406-мм снаряди | Характеристики на американските 406-мм снаряди | Характеристики на американските 406-мм снаряди | Характеристики на американските 406-мм снаряди |
| Снаряд                                         | A.P. Mk 5                                      | A.P. Mk 8                                      | H.C. Mk 13 / Mk 14                             | Target Mk 9 / Mk 10                            |
| ---------------------------------------------- | ---------------------------------------------- | ---------------------------------------------- | ---------------------------------------------- | ---------------------------------------------- |
| Тип на снаряда                                 | Бронебоен                                      | Бронебоен                                      | Фугасен                                        | Учебен                                         |
| Обща дължина, мм                               | 1625,60                                        | 1828,80                                        | 1625,60                                        | 1828,80                                        |
| Дължина без калпачето, мм                      | 1102,03                                        | 1310,64                                        | 1528,57                                        |                                                |
| Диаметър на тялото на снаряда, мм              | 405,82                                         | 405,82                                         | 405,82                                         | 405,82                                         |
| Разстояние от дъното до водещия пояс, мм       | 102,36                                         | 102,36                                         | 102,36                                         | 63,50                                          |
| Ширина на водещия пояс, мм                     | 135,13                                         | 135,13                                         | 135,13                                         |                                                |
| Тип ВВ                                         | Explosive D                                    | Explosive D                                    | Explosive D                                    | -                                              |
| Маса на ВВ                                     | 15,42                                          | 18,55                                          | 69,67                                          | -                                              |
| Маса на снаряда, кг                            | 1016,05                                        | 1224,70                                        | 861,83                                         | 1224,70                                        |
| % пълнеж                                       | 1,52                                           | 1,51                                           | 8,08                                           | -                                              |
| Взривател челен                                | —                                              |                                                | Mk 29                                          | -                                              |
| Взривател дънен                                | Mk 21                                          | Mk 21                                          | Mk 28                                          | -                                              |

### Бронебойните снаряди AP Mark 5
Бронебойните (на английски: Armor Piercing или Armor Penetrating) снаряди Mark 5 към момента на проектиране на оръдието 16″/50 Mark 7 се явяват щатни 406-мм снаряди за американските линкори, и оръдията Mark 7 са разработени с оглед възможността да ги използват.

### Бронебойните снаряди AP Mark 8
Бронебойните снаряди AP Mark 8 са създадени за увеличаване на бронебойността на оръдията на линкорите, които първоначално използват снарядите AP Mark 5. Tези снаряди са предназначени за борба с японските линкори на далечни дистанции на боя („Plan Orange“). Тези снаряди, изстреляни по навесна траектория с ниска начална скорост, по-ефективно пробиват палубната броня на японските кораби.
Във всички отношения, освен дължината, снарядът Mark 8 Mod 0 образец 1939 г. е сходен със снаряда Mark 5. Обаче към края на 1944 г. се появява подобрената версия Mark 8 Mod 6, която за сметка на новата техника на закаляване значително по-добре пробива дебела повърхностно-закалена броня при падане под ъгъл над 35°. Качествата на новия снаряд са толкова високи, че Бюрото по артилерия предлага незабавно да се заменят снарядите стар образец според възможността за производство на новите снаряди в нужното количество. Снарядът Mark 8 Mod 6 има тъп закръглен нос за подобряване на пробиваемостта на хоризонтална броня, по-тежко бронебойно калпаче и по-твърд корпус, създадени чрез подобрена технология за термообработка. Радиусът на оживалото съставлява 9 калибра или 3,66 м, скоростта на въртене при дулния срез съставлява 4000 об/мин. Барутния заряд създава налягане около 3,5 атм при дулния срез и 0,5 атм на разстояние 15 м от него. Дънният взривател Mark 21 има задържане 0,033 с и сработва при сила на съпротивление, еквивалентна на пробиването на 38-мм броня при нормален удар или 10-мм при удар под ъгъл 65°. Цвета на носа означава типа взрив (жълт – взрив тип D). Тънката цветна лента зад носа означава цвета при разрушаването.

### Фугасните снаряди HC Mark 13, 14
Фугасните (на английски: High Capacity) снаряди HC Mark 13 са разработени за линкорите от типа „Колорадо“, механизмите на които не могат да подават снаряди с дължина над 4 калибра. За целите на стандартизирането този снаряд се използва и от по-късните линкори, за които това ограничение е отстранено. Този, най-често използван снаряд, е приет на въоръжение в края на 1942 г. и първоначално има обозначението EX-1. Кухината за взривното вещество има примерно постоянна дебелина на стените с известно удебеляване към носа.
В процентно отношение, към пълното тегло, снарядът съдържа по-малко взрив, отколкото фугасните снаряди на болшинството чужди флотове и даже по-ранните американски снаряди. Така, снарядът обладава по-здрав корпус, позволяващ да поразява лекобронирани цели и бетонни укрепления. Използват се както с дънни, така и с челни ударни взриватели. По време на Втората световна война, на базата на HC Mark 13, е разработен зенитен снаряд, който се отличава от прототипа по механичния взривател с регулируемо задържане по време. Зенитните снаряди не получават свой собствен номер на модификацията и за това са известни като HC Mark 13 AA (на английски: Anti-Aircraft).
Както и при бронебойните снаряди, радиусът на оживалото на снаряда HC Mark 13 съставлява 9 калибра.
Основният производител на снарядите е Военноморския артилерийски завод (на английски: Naval Gun Factory), обаче през 1969 г. неголяма партия снаряди произвежда заводът Naval Surface Warfare Center (Crane, щата Индиана). Тези снаряди са напълно идентични с оригиналните, но получават собственното обозначение Mark 14.
Корпусите на фугасните снаряди са боядисани в зелен цвят. Цветът на носа съответства на типа взрив, жълтия цвят обозначава взрив тип D.

### Атомните снаряди Mark 23
През 1950-те години са произведени около 50 атомни снаряда Mark 23 (жарг. „Katie“). Разработката на тези снаряди започва през 1952 г., а първите екземпляри са сглобени през октомври 1956 г. Най-вероятното е, че снарядът представлява HC Mark 13 с ядрена бойна глава W23, поставена вместо заряда обикновено взривно вещество, макар някои източници да твърдят, че снарядът е с по-малък размер.
Линкорите „Айова“, „Ню Джърси“ и „Уисконсин“ имат в отделенията на кула № 2 специални хранилища, в които могат да се поместят по 10 атомни снаряда Mark 23 и 9 практически снаряда Mark 24. Линкорът „Мисури“ не е оборудван с такова хранилище, тъй като през 1955 г. е изваден в резерва. С атомните снаряди не е произведен нито един изстрел, и през октомври 1962 г. те са снети от въоръжение. Не е известно даже дали са се намирали някога на борда на линкорите. Линкорът „Уисконсин“, по време на учения през 1957 г., произвежда един изстрел с практически снаряд. Един от атомните снаряди е използван по време на операцията „Plowshare“ (мирно използване на ядрени боеприпаси), останалите са деактивирани. Корпус на един от атомните снаряди понастоящем се намира в Националния атомен музей (на английски: National Atomic Museum, в Албъкърки, щата Ню Мексико).

### Подкалибрените 280-мм снаряди
През пролетта и лятото на 1967 г., когато линкорът „Ню Джърси“ е изваден от резерва за участие във Виетнамската война, ръководството на военноморския артилерийски полигон Индиан Хед (на английски: Indian Head Naval Ordnance Station) предлага да се използват за стрелба от оръдията Mark 7 наличните 23 000 неядрени снаряди, изостанали от програмата за създаването на 280-мм „атомна гаубица“. С помощта на специални подложки и уплътнители 280-мм снаряди са превърнати в 406-мм подкалибрени. Този проект е част от програмата „Gunfighter“ за създаване на свръхдалекобоен артилерийски снаряд (на английски: Long Range Bombardment Ammunition, LRBA). Стрелбата е осъществена от 40-метров ствол, получен чрез заваряване на два ствола на оръдията 16"/45. На изпитанията, провеждани през 1968 и 1969 г. при остров Барбадос, 338-кг снаряд достига максимална далечина 76 670 м при скорост на дулния срез от 1387 м/с. След извеждането на линкора „Ню Джърси“ в резерв, през 1969 г., програмата е прекратена.

### HE-CVT Mark 143
Фугасен снаряд, снабден с взривател с управляемо време за сработване (на английски: Controlled Variable Time, CVT). Разработен е през 1980 години, по времето на последното изваждане на линкорите от резерва. Във всичко, освен взривателя, е аналогичен на снаряда HC Mark 13.

### Противопехотен снаряд ICM Mark 144
Противопехотният снаряд ICM Mark 144 (на английски: Improved Conventional Munition, подобрен неядрен снаряд) е разработен през 1980-те години на основата на снаряда HC Mark 13. Разчетен е за поразяване на живата сила на противника и небронирани цели (самолети, вертолети, автомобили). Снабден е с 400 противопехотни гранати със забавено действие (жарг. на английски: „Bouncing Betty“, шумната Бети).

### HE-ET/PT Mark 145
Фугасен снаряд, аналогичен на HE-CVT Mark 143, снабден, за разлика от последния, с взривател с електронен таймер (на английски: Electronic-Time, ET) и контактен (на английски: Point-Detonating, PD) взривател.

### Противопехотен снаряд ICM Mark 146
Не доведен до производство проект за противопехотен снаряд, аналогичен на Mark 144. Съдържа 666 гранати M42/M46/M77 SADARM с взриватели със забавено действие.

### Усъвършенстван фугасен снаряд HC Mark 147
Проектът представлява усъвършенстван фугасен снаряд, дължината на който съответства на дължината на бронебойния AP Mark 8 (4,5 калибра), а масата съставлява 1015 кг. С такива снаряди, през 1980-те години, са направени няколко изстрела на полигона в Далгрен и от линкора „Айова“. При начална скорост от 861 м/с далечината на стрелба съставя 46 600 м. Проектът не е доведен до производство във връзка с изваждането в резерв, в края на 1980-те – началото на 1990-те години, на всичките четири линкора от типа „Айова“. Обозначението Mark 147 е прието в литературата условно, истинското обозначение на снаряда е неизвестно.

### Далекобоен фугасен снаряд HE-ER Mark 148
330-мм подкалибрен касетъчен снаряд с повишена далекобойност (на английски: Extended-Range, ER), с електронен таймер-взривател. Експериментите с този снаряд се провеждат през 1980-те години, обаче през 1991 финансова година са прекратени във връзка с изваждането на линкорите в резерв. Теглото на снаряда, без подложката, съставлява около 500 кг, а далечината, при начална скорост 1100 м/с, се планира да бъде увеличена до 64 км.

### Други проекти
Водени и през 1991 финансова година са прекратени разработките по 280-мм подкалибрен фугасен снаряд.

## Метателни заряди
Барутният заряд се състои от неголеми цилиндрични седемканални зърна бездимен барут. В качеството на метателен заряд се използват барути от няколко вида. Съществуват пълни и понижени заряди. Понижените заряди се използват по време на учебните стрелби и при стрелба по брега, за да се увеличи живучестта на ствола. Зарядът се дели на шест еднакви части. Всяка част на заряда е опакована в копринен картуз с цилиндрична форма. В качеството на материал за картуза се използва коприна поради нейното най-пълно изгаряне в канала на ствола. От едната страна на цилиндър, по ръба, се намират възглавничките с възпламенителя – черен барут. Зърната барут, използван за метателния заряд, по форма представлява цилиндър със седем цилиндрични отвора. При поставянето на барута в картуза се използват два способа – „насипване“ (damped) и „наложен“(stacked). При поставянето чрез насипване в картуза зърната барут просто се насипват и трамбоват. В наложения вариант зърната се подреждат във вертикално положение и поставят на слоеве в картуза, след което се трамбоват. Този способ осигурява по-плътно запълване. Частите на картуза се подават в зарядната камера така, че възглавничките с възпламенителя да са обърнати назад. За надеждното възпламеняване между частите на заряда трябва да има луфт от няколко десетки миллиметра (в оригинала – няколко дюйма). Такова отстояние е нужно да се осигури и между последния картуз и запала. Като цяло, независимо от използването на пълен или понижен заряд, дължината на легналите картузи трябва да е еднаква. С това и е свързано използването на двата типа полагане на барута. Понижените заряди са изпълнени насипно, а пълните – наложено, което позволява при същата дължина да се получи по-голяма маса на заряда.
Картузите в погреба се съхраняват в специални съдове. Те са разработени с оглед необходимостта от бързото извличане на картуза и са снабдени с клупове за по-удобно транспортиране. За да се възпрепятства натрупването на статично електричество при преместването вътре в съда на копринения картуз, картузът, вътре в кофата, е фиксиран с помощта на дървени подложки.
Пълният заряд се използва за стрелба с бронебойните и фугасните снаряди с максималната начална скорост. Сниженият заряд е за стрелбата с бронебойни, фугасни и практически снаряди със снижена начална скорост. Използва се, като правило, за учебни цели. Практическият заряд е за стрелба с практическите снаряди.
SPD (Smokeless Powder with Diphenylamine) е бездимен барут, стабилизиран с използването на дифениламин. През 1908 г. е предложено да се използва, в качеството на стабилизатор за нитроцелулозния барут, вместо розалиновия оцветител дифениламин. Първото производство на барут с новия състав е през същата година, а към 1912 г. е утвърдена стандартната му спецификация. В състава на барута влизат 99,5% нитроцелулоза (12,6% азот) и 0,5% дифениламин.
SPDN е барут SPD със специални добавки за намаляването на хигроскопичността му и за увеличаване на срока на неговата служба. Буквата N в названието идва от Nonhygroscopic (нехигроскопичен).
SPCG е малкодимящ двуосновен барут. Нитроглицеринов барут със стабилизатор във вид на карбамид. Количеството на образуващия се дим е два пъти по-малко по сравнение с предходните типове барут. В названието на барута G е съкращение от NG, обозначението за нитрогуаданин (Nitroguanidine).
Живучест на ствола
През 1940-те години живучестта на ствола на оръдията съставлява 290 ESR (на английски: Effective Service Rounds, условни бойни изстрели), където 1 ESR съответства на изстрел с тежкия бронебоен снаряд (1225 кг) с пълен барутен заряд. По това време в барутните заряди се използва барута SPD (на английски: Smokeless Powder Diphenylamine, пироксилинов барут, имащ в състава си дифениламин в качеството на стабилизатор на термичното разлагане). Изстрел с фугасен снаряд с пълен барутен заряд (6 картуза, 820 м/с) съответства на 0,43 ESR, а при намаления заряд (6 картуза, но всеки с по-малко тегло, 580 м/с) – 0,03 ESR. След Втората световна война съставът на барута с малко се променя, което увеличава живучестта на ствола до 350 ESR. По време на изваждането на линкорите от резерва, през 1967 и 1980-те години, се използва „шведската добавка“ (на английски: Swedish Additive), състояща се от диоксид на титана и восък, намаляваща износването на ствола примерно четворно. Изстрелът с бронебоен снаряд вече съответства на 0,26 ESR, с фугасен – 0,11 ESR. Чувствително намалява износването и употребата, през 1980-те години, в състава на зарядните картузи на полиуретанови чохли, които при изгарянето на барутния заряд създават защитна завеса, с много намаляваща газовата ерозия. Всички тези усъвършенствания водят до това, че измерването на живучестта на ствола в еквивалентни изстрели губи смисъл. Критичният параметър за ствола става броя механични цикли, измеряем в FER (на английски: Fatigue Equivalent Rounds, еквивалентен изстрел според умората на метала). Понастоящем живучестта на лейнера на оръдието Mark 7 съставлява 1500 FER.
| Щатните изстрели за 406-мм оръдие Mark 7, по състояние към 1947 г. | Щатните изстрели за 406-мм оръдие Mark 7, по състояние към 1947 г. | Щатните изстрели за 406-мм оръдие Mark 7, по състояние към 1947 г. | Щатните изстрели за 406-мм оръдие Mark 7, по състояние към 1947 г. | Щатните изстрели за 406-мм оръдие Mark 7, по състояние към 1947 г. | Щатните изстрели за 406-мм оръдие Mark 7, по състояние към 1947 г. | Щатните изстрели за 406-мм оръдие Mark 7, по състояние към 1947 г. | Щатните изстрели за 406-мм оръдие Mark 7, по състояние към 1947 г. | Щатните изстрели за 406-мм оръдие Mark 7, по състояние към 1947 г. | Щатните изстрели за 406-мм оръдие Mark 7, по състояние към 1947 г. | Щатните изстрели за 406-мм оръдие Mark 7, по състояние към 1947 г. |
| Маса на снаряда, кг                                                | Тип на снаряда                                                     | Марка                                                              | Тип на заряда                                                      | Марка на барута                                                    | Маса на барута, кг                                                 | Брой картузи                                                       | Тип полагане на барута                                             | Износване на ствола                                                | Начална скорост м/с                                                | Далечина при ъгъл на възвишение 45°, м                             |
| ------------------------------------------------------------------ | ------------------------------------------------------------------ | ------------------------------------------------------------------ | ------------------------------------------------------------------ | ------------------------------------------------------------------ | ------------------------------------------------------------------ | ------------------------------------------------------------------ | ------------------------------------------------------------------ | ------------------------------------------------------------------ | ------------------------------------------------------------------ | ------------------------------------------------------------------ |
| 1016,1                                                             | Бронебоен                                                          | Mk.5                                                               | Пълен                                                              | SPD                                                                | 299,4                                                              | 6                                                                  | Наложен                                                            | Ново оръдие                                                        | 823,0                                                              | 42 977                                                             |
| 1224,7                                                             | Бронебоен                                                          | Mk.8                                                               | Пълен                                                              | SPD                                                                | 299,4                                                              | 6                                                                  | Наложен                                                            | Ново оръдие                                                        | 762,0                                                              | 36 745                                                             |
| 1224,7                                                             | Учебен                                                             | Mk.9                                                               | Пълен                                                              | SPD                                                                | 299,4                                                              | 6                                                                  | Наложен                                                            | Ново оръдие                                                        | 762,0                                                              | 38 862                                                             |
| 1224,7                                                             | Бронебоен                                                          | Mk.8                                                               | Учебен                                                             | SPD/SPDN                                                           | 190,5                                                              | 6                                                                  | Наложен                                                            | Ново оръдие                                                        | 548,6                                                              | 20 565                                                             |
| 1224,7                                                             | Учебен                                                             | Mk.9                                                               | Учебен                                                             | SPD/SPDN                                                           | 154,2                                                              | 6                                                                  | Наложен                                                            | Ново оръдие                                                        | 548,6                                                              |                                                                    |
| 1224,7                                                             | Бронебоен                                                          | Mk.8                                                               | Понижен                                                            | SPD/SPDN/SPCG                                                      | 138,3                                                              | 6                                                                  | Насипан                                                            | Ново оръдие                                                        | 548,6                                                              |                                                                    |
| 1224,7                                                             | Учебен                                                             | Mk.9                                                               | Понижен                                                            | SPD/SPDN/SPCG                                                      | 147,4                                                              | 6                                                                  | Насипан                                                            | Ново оръдие                                                        | 548,6                                                              |                                                                    |
| 861,8                                                              | Фугасен                                                            | Mk.13                                                              | Пълен                                                              | SPD                                                                | 299,4                                                              | 6                                                                  | Наложен                                                            | Ново оръдие                                                        | 819,9                                                              | 38 039                                                             |
| 861,8                                                              | Фугасен                                                            | Mk.13                                                              | Пълен                                                              | SPD                                                                | 299,4                                                              | 6                                                                  | Наложен                                                            | Средно износване                                                   | 797,1                                                              | 36 119                                                             |
| 861,8                                                              | Фугасен                                                            | Mk.13                                                              | Понижен                                                            | SPD/SPDN/SPCG                                                      | 138,3                                                              | 6                                                                  | Насипан                                                            | Ново оръдие                                                        | 632,5                                                              | 25 035                                                             |
| 861,8                                                              | Фугасен                                                            | Mk.13                                                              | Понижен                                                            | SPD/SPDN/SPCG                                                      | 138,3                                                              | 6                                                                  | Насипан                                                            | Средно износване                                                   | 602,0                                                              | 22 960                                                             |
| 861,8                                                              | Фугасен                                                            | Mk.13                                                              | Понижен                                                            | SPD/SPDN/SPCG                                                      | 147,4                                                              | 6                                                                  | Насипан                                                            | Ново оръдие                                                        | 632,5                                                              |                                                                    |
| 861,8                                                              | Фугасен                                                            | Mk.13                                                              | Фугасен                                                            | SPD                                                                | 147,4                                                              | 6                                                                  | Насипан                                                            | Ново оръдие                                                        | 579,1                                                              |                                                                    |

## Система за управление на огъня
Основата на системата за управление на огъня съставлява аналоговия компютър Mark 8 на компанията Ford Instrument. Компютърът отчита различните фактори, влияещи върху стрелбата: скоростта на целта, времето на полета на снаряда, съпротивлението на въздуха. Далечината до целта се определя от оптичен далекомер, обаче вече в началото на 1940-те години тази функция може да алтернативно да се изпълнява от радар, осигуряващ по-висока точност на стрелбата на голяма отдалеченост. Автоматичното управление на стрелбата и използването на радар са главните преимущества на американската голямокалибрена артилерия над японската.
По време на модернизацията на линкорите през 1980-те години върху всяка кула е поставен радар DR-810, измерящ началната скорост на снарядите във всеки залп, което позволява по-точно да се предсказва далечината на последващите изстрели. Благодарение на това, а също и на новата система за управление на огъня Mk 160 и новия барут, артилерийската установка става най-точната от която и да е някога поставяна на линкори. По време на опитни стрелби при остров Крит, през 1987 г., от 15 снаряда, изстреляни от разстояние 31 900 м, 14 падат в квадрат със страна 230 м около центъра на мишената, от тях 8 – в квадрат със страна 140 м. Дисперсията на паданията на снарядите съставя 112 м или 0,36% от далечината на стрелбата.

## Експлоатация
Бронебойният снаряд AP Mark 8, при нормално падане, пробива до 9 м бетонна конструкция. Фугасният снаряд HC Mark 13 при взрив създава изкоп с диаметър 15 м и дълбочина 6 м. По време на войната във Виетнам взрив на фугасен снаряд от линкора „Ню Джърси“ създава в джунглата зона с диаметър 180 м за кацане на вертолет. При това листата на дърветата са свалени на разстояние 450 м.
За цялата история на своето съществуване оръдията Mk 7 на линкорите от типа „Айова“ изстрелват следния брой снаряди:
| Кораб             | 1940-те години | Война в Корея | Война в Виетнам | 1982 – 1992 |
| ----------------- | -------------- | ------------- | --------------- | ----------- |
| BB-61 „Айова“     | 2316           | 4550          | —               | 2873        |
| BB-62 „Ню Джърси“ | 971            | 6671          | 6200            | 1752        |
| BB-63 „Мисури“    | 1084           | 6979          | —               | 2699        |
| BB-64 „Уисконсин“ | 1058           | 3200          | —               | 1068        |

### Взривът на кула на „Айова“ от 19 април 1989 г.
На 19 април 1989 г. „Айова“ взема участие в стрелби на ученията на флота „FLEETEX 3 – 89“ в Карибския басейн. В течение на шест седмици преди ученията 406-мм оръдия не са използвани. Малко преди началото на ученията на „Айове“ има ротация на екипажа – заменени са 223 човека, от които част попада в куполните разчети. Моралният дух на самите разчети, към този момент, не е висок, тъй като командирът на кораба, Фред Мусели (на английски: Fred Moosally), придава по-голямо значение на готовността на ракетното въоръжение и силовата установка.
Кулите стрелят разделно. При стрелбата на кула № I са използвани 1225-кг практически снаряд и заряд D845 от шест части. При първия залп лявото оръдие дава засечка. При втория залп то отново дава засечка. Тъй като има вероятност от забавен изстрел, затворът на оръдието не се отваря. Два часа по-късно (вместо предписаните 30 минути) затворът е отворен и се вижда, че в задния картуз от седемте използвани запални тръбички е прогорен голям отвор.
В кула № II стават събития с много по-трагични последствия. Получена е заповед за зареждане на оръдията. Стрелбата отново се води с практически снаряди, но със заряд D846. Това е понижен заряд, използван обичайно с фугасните 862-кг снаряди. Той е разработен в рамките на програмата по контрол над разсейването на началната скорост на снаряда за подобряване на точността на стрелбата с 406-мм оръдия. Зарядът D846, за разлика от обикновените заряди, се състои от пет картуза, и при неговото използване в ствола се създава максимално налягане от 38 700 psi (2720 кг/см²) вместо работното 49 700 psi (3490 кг/см²). Счита се, че използването на тези заряди не носи никакви допълнителни опасности.
Двете странични оръдия са заредени, техните затвори заключени и оръдията са вдигнати в положение за стрелба. Зарядните беседки са спуснати надолу в претоваръчното отделение. Централното оръдие закъснява. Трамбовчика (на английски: rammerman) матросът-наводчик (на английски: Gunner's mate) трети клас Робърт Бекхерм (на английски: GMG3 Robert Backherms) е от новобранците. Зареждащия (на английски: cradleman) е матроса-наводчик трети клас Ричард Лоуренс (на английски: GMG3 Richard Lawrence). Командир на разчета е матроса-наводчик втори клас Клейтън Хартвиг (на английски: GMG2 Clayton M. Hartwig), обаче в този момент той се намира на мястото на зареждащия. След досиланието на снаряда в камерата е отворен люкът в шахтата за подаване на зарядите и три полузаряда са положени върху зарядното ложе. Хартвиг трябва да освободи място за следващата двойка заряди – да премести напред два картуза, а един – назад по ложето. При това той трябва да постави специална възглавничка с олово между картузи №1 и №2. Оловната възглавничка препятства омедняването на ствола. Тази възглавничка трябва да лежи след картуз №2. Хартвиг – възможно, за да ускори процеса на зареждане – не прави това.
Когато всички заряди са готови за досилание в ствола, Бекхерм привежда в действие прибойника. По някаква причина прибойника избутва петте заряда с 60 сантиметра по-нататък по ствола, отколкото трябва. Последният картуз се намира не на правилното място. За да се осигури надеждно процеса на възпламеняване след затварянето на затвора разстоянието от обтуратора до картуза не трябва да надвишава 100 мм. Гнездото на запалната тръбичка по центъра на обтуратора трябва практически да докосва възглавничките с черен барут, разположени на задния ръб на картуза.
Ричард Лоуренс долага на командира на кулата за това, че централното оръдие не е готово за стрелба. Тъй като Хартвиг, като зареждащ, изпълнява задълженията на командира на разчета, в неговите задължения влиза контролирането на подаването на снаряда и зарядите в камерата. Прибойникът се намира в ствола ана централното оръдие. Най-вероятно Хартвиг наднича вътре в оръдието, когато по интеркома се раздава възгласът „О май…“. От камерата на централното оръдие изкача дим, тлеещи зърна барут, пламък и нагорещени газове. Газовете и продукте на горене проникват в долната част на установката. Огънят и димът излизат от оръдейните портове, вентилационните отвори и кожусите на куполния далекомер. Амбразурните мамеринци са изтръгнати от трите оръдия и изхвърлени зад борда. В огъня загиват 47 члена на екипажа. Болшинството оборудване на кулата е извадено от строй. Оцеляват само 11 човека, намиращи се в долния погреб.
Благодарение на пламенепроницаемите капаци огънят не попада веднага в погребите. Някой от членовете на екипажа, намиращ се в погреба, включва системата за оросяване. 7 – 8 минути след взрива капитанът Мусели заповядва да се наводнят погребите. Тези действия предотвратяват по-опасен взрив в барутните погреби, който може да доведе и до гибел на целия кораб. Зарядите в дясното и лявото оръдия се оказват незасегнати и по-късно са извадени от спасителната команда. В долната част на въртящата се структура, съгласно процедурата, вече са подготовени 45 картуза за следващия залп. Огънят, който прониква на долното ниво на кулата, подпалва двадесет и пет от тях, образувайки второ огнище на пожар. Наводняването на погребите позволява неговото потушаване.
Комисията, разследваща обстоятелствата на катастрофата, не успява еднозначно да възпроизведе събитията, които я предшестват. Огнището на запалване, според проверката, се намира или между картузи №1 и 2, или между №2 и 3. Причината за такова сработване на прибойника така и не е изяснена, поради това, че болшинството улики са унищожени от взрива. При това опитите показват, че на ниската скорост от 4,3 м/с, с която зарядите трябва да се подават в оръдието, зарядите не могат да се възпламенят, даже ако един от тях е скъсан. Единствената версия, към която стига комисията, се заключава в това, че това е диверсия или опит са самоубийство. Някакво взривно устройство химически тип се оказва в самия картуз още на етапа на неговото производство или е поставено от зареждащия Хартвиг в процеса на зареждането. Тази версия е невъзможно да се докаже, тъй като всички свидетели са мъртви, а уликите са унищожени от взрива. За всяки случай ВМС на САЩ провеждат рентгеново изследване на целия наличен запас от картузи, обаче нищо не е открито.
Към разследването са привлечени странични следователи от Сандийските национални лаборатории от авиобазата на ВВС на САЩ Киртленд (на английски: Kirtland Air Force Base), разположена в Албакърки, Ню Мексико. Техните изследвания не успяват нито да подтвърдят, нито да опровергаят изводите на комисията за диверсия. Те подтвърждават, че на ниската скорост запалването е практически невъзможно. Обаче съществува възможност, че при определен начин на пълнене на барутните зърна в картуза и висока скорост на прибойника картузът може да бъде разкъсан и с вероятност 1 към 38 000 може да се случи замозапалване. Тези две версии се явяват основни, обаче няма еднозначен извод за верността на нито една от тях, тъй като нито една версия не може да бъде нито подтвърдена, нито опровергана. В крайна сметка е прието решението, че във всички случаи условията, които водят до взрива на „Айова“, са малковероятни и едва ли ще се повторят някога. „Айова“ е изваден в резерва, а експлоатацията на останалите кораби от серията продължава.

## Кораби-носители на установките
- Линейни кораби тип „Айова“
- Линейни кораби тип „Монтана“

## Оценка на проекта
| Характеристики на главния калибър на линкорите от началния период на Втората световна война (1941 г.) | Характеристики на главния калибър на линкорите от началния период на Втората световна война (1941 г.) | Характеристики на главния калибър на линкорите от началния период на Втората световна война (1941 г.) | Характеристики на главния калибър на линкорите от началния период на Втората световна война (1941 г.) | Характеристики на главния калибър на линкорите от началния период на Втората световна война (1941 г.) | Характеристики на главния калибър на линкорите от началния период на Втората световна война (1941 г.) | Характеристики на главния калибър на линкорите от началния период на Втората световна война (1941 г.) | Характеристики на главния калибър на линкорите от началния период на Втората световна война (1941 г.) | Характеристики на главния калибър на линкорите от началния период на Втората световна война (1941 г.) | Характеристики на главния калибър на линкорите от началния период на Втората световна война (1941 г.) | Характеристики на главния калибър на линкорите от началния период на Втората световна война (1941 г.) |
| Оръдие                                                                                                | 15″/42 Mark I                                                                                         | 16″/45 Mark I                                                                                         | 14″/45 Mark VII                                                                                       | 38 cm/52 SK C/34                                                                                      | 380 мм/45 Model 1935                                                                                  | 381 мм/50 Model 1934                                                                                  | 16″/45 Mark 6                                                                                         | 16″/50 Mark 7                                                                                         | 40 см/45 Type 03                                                                                      | 40 cm/45 Type 94                                                                                      |
| --- | --- | --- | --- | --- | --- | --- | --- | --- | --- | --- |
| Държава                                                                                               | Великобритания                                                                                        | Великобритания                                                                                        | Великобритания                                                                                        | Германия                                                                                              | Франция                                                                                               | Италия                                                                                                | САЩ                                                                                                   | САЩ                                                                                                   | Япония                                                                                                | Япония                                                                                                |
| Калибър, мм                                                                                           | 381                                                                                                   | 406                                                                                                   | 356                                                                                                   | 380                                                                                                   | 380                                                                                                   | 381                                                                                                   | 406                                                                                                   | 406                                                                                                   | 410                                                                                                   | 460                                                                                                   |
| Дължина на ствола, калибри                                                                            | 42 | 45 | 45 | 52 | 45 | 50 | 45 | 50 | 45 | 45 |
| Година на разработване                                                                                | 1912                                                                                                  | 1922                                                                                                  | 1937                                                                                                  | 1934                                                                                                  | 1935                                                                                                  | 1934                                                                                                  | 1936                                                                                                  | 1939                                                                                                  | 1914                                                                                                  | 1939                                                                                                  |
| Година на приемане на въоръжение                                                                      | 1915                                                                                                  | 1927                                                                                                  | 1940                                                                                                  | 1939                                                                                                  | 1941                                                                                                  | 1940                                                                                                  | 1941                                                                                                  | 1943                                                                                                  | 1921                                                                                                  | 1941                                                                                                  |
| Кораб носител                                                                                         | „Худ“                                                                                                 | „Нелсън“                                                                                              | „Кинг Джордж V“                                                                                       | „Бисмарк“                                                                                             | „Ришельо“                                                                                             | „Литорио“                                                                                             | „Вашингтон“                                                                                           | „Айова“                                                                                               | „Нагато“                                                                                              | „Ямато“                                                                                               |
| Маса на ствола, т                                                                                     | 101,6                                                                                                 | 109,7                                                                                                 | 80,25                                                                                                 | 111                                                                                                   | 94,13                                                                                                 | 111,66                                                                                                | 97,23                                                                                                 | 121,5                                                                                                 | 101,6                                                                                                 | 164,6                                                                                                 |
| Тип укрепване на ствола                                                                               | тел                                                                                                   | тел                                                                                                   | цилиндри                                                                                              | цилиндри                                                                                              | цилиндри                                                                                              | цилиндри                                                                                              | цилиндри                                                                                              | цилиндри                                                                                              | тел                                                                                                   | тел                                                                                                   |
| Живучест на ствола, изстрела                                                                          | 335                                                                                                   | 200 – 250                                                                                             | 340                                                                                                   | 180 – 210                                                                                             | 200                                                                                                   | 110 – 130                                                                                             | 395                                                                                                   | 290 – 350                                                                                             | 250 – 300                                                                                             | 150 – 250                                                                                             |
| Маса на бронебойния снаряд, кг                                                                        | 879                                                                                                   | 929                                                                                                   | 721                                                                                                   | 800                                                                                                   | 890                                                                                                   | 885                                                                                                   | 1225                                                                                                  | 1225                                                                                                  | 1020                                                                                                  | 1460                                                                                                  |
| Начална скорост на снаряда, м/с                                                                       | 732 – 785                                                                                             | 788 – 797                                                                                             | 757                                                                                                   | 820                                                                                                   | 830                                                                                                   | 850                                                                                                   | 701                                                                                                   | 762                                                                                                   | 806                                                                                                   | 780                                                                                                   |
| Максимална далечина на стрелбата, км                                                                  | 33,38                                                                                                 | 37,4 – 38,1                                                                                           | 35,26                                                                                                 | 36,52                                                                                                 | 41,7                                                                                                  | 44,64                                                                                                 | 33,74                                                                                                 | 38,72                                                                                                 | 38,72                                                                                                 | 41,87                                                                                                 |
| Бронепробиваемост (мм), на далечина (км)                                                              | | | | | | | | | | |
| борд (0 км)                                                                                           | 687                                                                                                   | | 668                                                                                                   | | 748                                                                                                   | 814                                                                                                   | | 829                                                                                                   | | 864                                                                                                   |
| борд (9,144 км)                                                                                       | 422                                                                                                   | | 396                                                                                                   | 510 (на 10 км)                                                                                        | 630 (на 10 км)                                                                                        | | 597                                                                                                   | 664                                                                                                   | | |
| борд (13,716 км)                                                                                      | 353                                                                                                   | 366                                                                                                   | 335                                                                                                   | | | | 520                                                                                                   | 585                                                                                                   | | 494 (на 20 км)                                                                                        |
| палуба (22,86 км)                                                                                     | 121                                                                                                   | 99 | 102                                                                                                   | 104 (на 22 км)                                                                                        | 105 (22)                                                                                              | 73 (на 18 км)                                                                                         | 146                                                                                                   | 131                                                                                                   | | 109 (на 20 км)                                                                                        |
| палуба (27,43 км)                                                                                     | 145                                                                                                   | 130                                                                                                   | 121                                                                                                   | 126 (на 27 км)                                                                                        | 138 (27)                                                                                              | 130 (на 28 км)                                                                                        | 194                                                                                                   | 169                                                                                                   | | 189 (на 30 км)                                                                                        |

50-калибреното 406-мм оръдие Mk.7 се счита за най-доброто американско голямокалибрено оръдие и, възможно, се явява най-доброто в света оръдие поставяно някога на линкор. Разработката на оръдието се води в рамките на идеологията на „Оранжевия план“, предвиждащ генерално сражение между японския и американския флотове. Американските теоретици считат, че сражението ще се проведе в условията на добра видимост, и за това придават голямо значение на боя от далечни дистанции. Изходя от концепцията за „непрекия огън“ (на английски: indirect fire), линкорите на противника трябва да бъдат поразявани на огромни дистанции. Това се смята за възможно благодарение на прогреса при системите за управление на огъня и използването на коригиране на стрелбата от бордовите хидросамолети. На голямата дистанция трябва да се поразяват палубите и американците разработват новия тежък 1225-кг снаряд Mk.8. Разработаните спрямо него нови 45-калибрени оръдия Mk.6 обладават един недостатък – ниска, за своя калибър, бронепробиваемост на вертикална броня при близки и средни дистанции на боя. При това те са над всякакви похвали при стрелба на далечни дистанции. Тежкия снаряд, летейки по навесна траектория, пада върху палубата под голям ъгъл и буквално я чупи.
Новото 50-калибрено 406-мм оръдие Mk.7 е значително по-мощно от 45-калибреното оръдие Mk.6 на „Саут Дакотите“. За сметка на по-високата си начална скорост то има добри характеристики на бронепробиваемост по вертикална броня. По този показател оръдията от дадения тип превъзхождат оръдията на линкорите на европейските страни и се считат за еквивалентни на гигантските 460-мм оръдия на японския линкор „Ямато“. За да се съхранят преимуществата на навесната траектория на оръдията Mark 6 е разработен специален понижен заряд барут, при стрелбата с който балистиката на 50-калибреното оръдие става подобна на балистиката на 45-калибреното оръдие Mark 6. При това европейските линкори въобще са лошо защитени от снарядите на американското оръдие. Как пример, британският „Кинг Джордж“ въобще няма зона на свободно маневриране (ЗСМ) против американските снаряди. Благодарение на редица нововъведения оръдията Mk.7 стават по-леки от разработените през 1918 г. 50-калибрени оръдия Mk.2 – 108,5 т против 130,2.
САЩ, към края на войната, се явяват безспорен лидер в областта на радиоелектронното въоръжение. Затова радиолокационните средства на линкорите от типа „Айова“ се считат, за своето време, за най-добрите в света. Четирите линкора от типа „Айова“ влизат в строя вече към края на Втората световна война и оръдията Mark 7 нямат възможност да водят огън по линкорите на противника. Основната област на употреба на оръдията Mark 7 става стрелбата по наземни цели. 406-мм снаряди обладават висока разрушителна сила и се използват за обстрел на бреговите укрепления.
Линкорите от типа „Айова“ се считат за по-ефективни, отколкото построените с оглед на договорните ограничения линкори от типовете „Норт Керолайн“ и „Саут Дакота“, и за това след войната тяхната експлоатация продължава в течение на почти 50 години. Ако линкорите от типовете „Норт Керолайн“ и „Саут Дакота“ са изведени в резерва, то „айовите“ успяват да поучастват във всички големи въоръжени конфликти с привлечането на флота на САЩ. Те участват във военните действия в Корея и във Виетнам, а след модернизацията им през 1980-те години вземат участие в локални конфликти – в гражданската война в Ливан и войната в Персийския залив. При това тяхната експлоатация е достатъчно активна. Например, „Айова“ в периода 1980 – 1984 година изстрелва по противника повече снаряди, отколкото за цялата Втора световна война.
Оръдията Mark 7 и триоръдейните установки се смятат за надеждни и безопасни, даже независимо взрива в кулата на „Айова“ през 1989 г., причина за който се смята злощастно стечение на случайни фактори, което може да се случи веднъж на 250 години (или диверсия).
| Характеристики на кулите на главния калибър на линкори от началния период на Втората световна война (1941 г.) | Характеристики на кулите на главния калибър на линкори от началния период на Втората световна война (1941 г.) | Характеристики на кулите на главния калибър на линкори от началния период на Втората световна война (1941 г.) | Характеристики на кулите на главния калибър на линкори от началния период на Втората световна война (1941 г.) | Характеристики на кулите на главния калибър на линкори от началния период на Втората световна война (1941 г.) | Характеристики на кулите на главния калибър на линкори от началния период на Втората световна война (1941 г.) | Характеристики на кулите на главния калибър на линкори от началния период на Втората световна война (1941 г.) | Характеристики на кулите на главния калибър на линкори от началния период на Втората световна война (1941 г.) | Характеристики на кулите на главния калибър на линкори от началния период на Втората световна война (1941 г.) | Характеристики на кулите на главния калибър на линкори от началния период на Втората световна война (1941 г.) | Характеристики на кулите на главния калибър на линкори от началния период на Втората световна война (1941 г.) |
| Оръдие | 15″/42 Mark I                                                                                                 | BL 16″/45 Mark I                                                                                              | 14″/45 Mark VII                                                                                               | 38 cm/52 SK C/34                                                                                              | 380 мм/45 Model 1935                                                                                          | 381 мм/50 Model 1934                                                                                          | 16″/45 Mark 6                                                                                                 | 16″/50 Mark 7                                                                                                 | 40 см/45 Type 03                                                                                              | 40 cm/45 Type 94                                                                                              |
| --- | --- | --- | --- | --- | --- | --- | --- | --- | --- | --- |
| Държава | Великобритания                                                                                                | Великобритания                                                                                                | Великобритания                                                                                                | Германия | Франция | Италия | САЩ | САЩ | Япония | Япония |
| Кораб носител                                                                                                 | „Худ“ | „Нелсън“ | „Кинг Джордж V“                                                                                               | „Бисмарк“ | „Ришельо“ | „Литорио“ | „Вашингтон“                                                                                                   | „Айова“ | „Нагато“ | „Ямато“ |
| Брой стволове                                                                                                 | 2 | 3 | 4 | 2 | 4 | 3 | 3 | 3 | 2 | 3 |
| Скорострелност на ствол, изстрела/минута                                                                      | 2 | 1,5 | 2 | 2,3 – 3 | 1,2 – 2,2 | 1,3 | 2 | 2 | 1,5 – 2,5 | 1,5 – 2 |
| Ъгъл на възвишение на стволовете, °                                                                           | −3/+30 | −3/+40 | −3/+40 | −5/+30 | −5/+35 | −5/+35 | -2..0 /+45 | -2..0 /+45 | /+43 | |
| Маса на въртящата се част, т                                                                                  | 894 | 1504 | 1557 | 1052 | 2476 | 1595 | 1460 | 1728 -1735 | 1020 | 2774 |
| Скорост на въртене, хоризонтална, °/с                                                                         | 2 | 4 | 2 | 5 | 5 | 6 | 4 | 4 | 3 | 2 |
| Скорост на подем на стволовете, °/с                                                                           | 5 | 10 | 8 | 6 | 5,5 | 6 | 12 | 12 | 5 | 8 |
| Вътрешен диаметър на барбета, м                                                                               | 9,3 | 11,43 | 12,19 | 10 | 13,3 | 13,19 | 11,35 | 11,35 | | |
| Брониране на кулите, мм                                                                                       | | | | | | | | | | |
| Чело | 381 | 406 | 324 | 360 | 430 | 350 | 406 | 432+68 | 356 | 650 |
| Борд | 305 | 228 | 224 | 220 | 300 | 200 | 249 | 241 | 200 | 250 |
| Покрив | 127 | 184 | 149 | 130 | 195 | 150 – 200 | 178 | 184 | 230 – 250 | 270 |
| Барбет | 305 | 381 | 305 – 343 | 340 | 405 | 350 | 373 – 406 | 234 – 439 | 305 | 560 |
| Брониране на кораба, мм                                                                                       | | | | | | | | | | |
| Палуба | 51+76 | 171 | 136 | 80+95 | 170+40 | 45+150 | 37+140 | 37+147 | 145 | 200 – 230 |
| Борд | 305 | 356 | 381 | 320 | 330 | 70+280 | 305(15°) | 307(19°) | 305 | 410(20°) |

## Коментари
1. ↑  В документацията за оръдието и установките срещат данни за тези снаряди, но няма сведения за тяхното използване и наличие в боекомплекта на линкорите от типа „Айова“
2. ↑  Бавно тлеене на барута с последващо разгаряне.